# Tcholliré
Tcholliré ist eine Stadt in Kamerun. Sie ist die Hauptstadt des Départements Mayo-Rey im Osten der Region Nord. Tcholliré liegt etwa 130 Kilometer südöstlich von Garoua, der Hauptstadt der Region Nord und Kameruns drittgrößter Stadt. Das Dreiländereck Kamerun-Tschad-Zentralafrikanische Republik befindet sich weitere 175 km südöstlich.
Die Gemeinde (commune) Tcholliré umfasst neben der Stadt zahlreiche kleinere Dörfer und hat auf 9810 km² etwa 63.467 Einwohner.

## Natur und Klima
Die Gegend um Tcholliré liegt an der Grenze zwischen der Feuchtsavanne und Trockensavanne. Die Vegetationszone wird auch als „Baumsavanne“ beschrieben.
In Tcholliré gibt es zwei Jahreszeiten, eine Regenzeit von Mitte Mai bis Mitte Oktober und eine Trockenzeit von Mitte Oktober bis Mitte Mai. Die Gesamtniederschlagssumme beträgt etwa 1000 bis 1250 mm pro Jahr.
Um Tcholliré liegen der Bénoué-Nationalpark und der Bouba-Ndjida-Nationalpark sowie zahlreiche Schutzgebiete (zones d'intérêt cynégétiques), die dem Schutz der Vegetation, besonders aber der Fauna dienen. Es kommen große Säugetierarten vor, wie Elefanten, Flusspferde, Spitzmaulnashörner und Riesen-Elenantilopen.

## Bevölkerung
Die Bevölkerung besteht aus zahlreichen Ethnien, unter anderem Dourou, Laka, Wodaabe, Fulbe, Mundang und Massa. Außerdem gab es Zuzug von Menschen aus dem sehr trockenen äußersten Norden Kameruns in die etwas feuchteren südlicheren Gebiete vordrangen.
Aufgrund der ethnischen Vielfalt werden in Tcholliré sowohl der Islam und das Christentum praktiziert.

## Wirtschaft
Die Bevölkerungsmehrheit der Region lebt von Landwirtschaft, angebaut werden vor allem Mais, Sorghum und Reis. Viehzucht, Fischfang und Handel spielen eine geringere Rolle.

### Bergbau
In gewissem Umfang wird um Tcholliré artisanaler Bergbau betrieben. Entlang der Tcholliré-Banyo-Scherzone, ein Nebenast der Zentralafrikanischen Scherzone, bildeten sich Wegsamkeiten für hydrothermale Wässer, bei deren Zirkulation sich Gold in Klüften und auf Störungsflächen ablagerte (siehe Erzlagerstätte#Hydrothermal). In den meisten Fällen ist das Vorkommen von Gold dabei an Quarzgänge gebunden. Der Konzentrationsprozess fand in einem 40 km langen und 14 km breiten Korridor statt. Bei Untersuchungen ab 2021 wurden nahe Tcholliré 4 Zonen bestimmt, in denen ein Abbau in größerem Maßstab lohnenswert sein könnte.

## Gefängnis
In den 1980er Jahren wurde kritisiert, dass im Gefängnis von Tcholliré zum Tode verurteilte Häftlinge unter so schlechten Bedingungen inhaftiert waren, dass zahlreiche Häftlinge aufgrund der Haftbedingungen starben.
Auch in den 2020er Jahren sind die Haftbedingungen noch sehr schwierig. Das Gefängnis ist überfüllt, die Versorgung ist ungenügend und die Infrastruktur baufällig. Die Insassen dürfen nur für 5 Stunden pro Tag ihre Zellen verlassen.